# Victor Collins, Baron Stonham
Victor John Collins, Baron Stonham PC (* 1. Juli 1903 in Whitechapel; † 22. Dezember 1971 in Enfield) war ein britischer Politiker der Labour Party.
Er wurde bei der Britischen Unterhauswahl 1945 zum Parlamentsmitglied für Taunton in Somerset gewählt. Er verlor sein Sitz bei der Britischen Unterhauswahl 1950, an den konservativen Henry Hopkinson. Victor Collins war der einzige Labour-Abgeordnete für den Wahlbezirk Taunton im House of Commons.
Collins wurde bei der By-Election 1954 wieder ins House of Commons gewählt, nachdem er  nach dem Tod des Labour-Abgeordneten Ernest Thurtle in Shoreditch and Finsbury kandidiert hatte.
Er verließ das House of Commons im August 1958, als er als Baron Stonham, of Earl Stonham in the County of Suffolk, zum Life Peer erhoben wurde und ins House of Lords einzog. In Harold Wilsons Labour-Regierung diente er 1964–1970 als Junior Minister im Home Office von 1964 bis 1967 und als Minister of State im Home Office bis 1969. Als Minister of State im Home Office war er für Nordirland verantwortlich und machte dort ab dem 4. Juni 1968 einen dreitägigen Besuch.
Er wurde 1969 in den Privy Council berufen.